# Alfred Sala
Carlo Johann(es) Baptist Alfred Sala (* 25. Mai 1866 in Leipzig; † 29. März 1924 in Dresden) war ein deutscher Verwaltungsjurist und sächsischer Regierungsbeamter.

## Leben

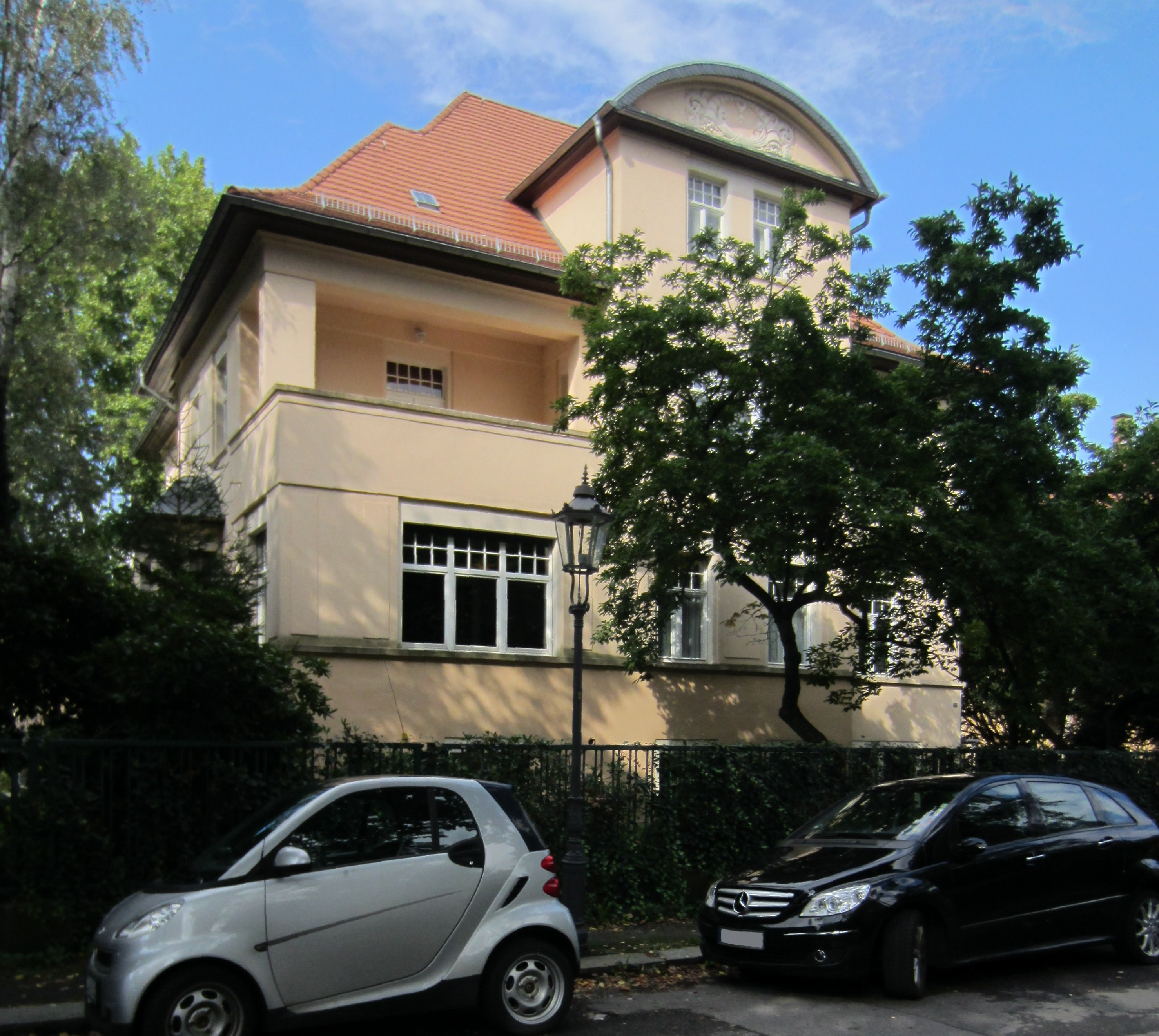
Villa von Alfred Sala in der Hainstraße 6 in Dresden (Zustand 2012)

Er war der Sohn eines Leipziger Kaufmanns, besuchte das Königliche Gymnasium in Leipzig und studierte an der Universität Heidelberg Rechts- und Staatswissenschaften. Nach seiner Promotion zum Dr. jur. am 12. Februar 1890 trat er als Regierungsrat in den sächsischen Staatsdienst ein und wurde zunächst juristischer Hilfsarbeiter bei der Amtshauptmannschaft Dresden-Neustadt. Später wurde er zum Oberregierungsrat befördert.
Von 1909 bis 1914 war er als Amtshauptmann der Amtshauptmannschaft Dippoldiswalde tätig. In dieser Zeit stiftete er ein Kinderheim in Georgenfeld im Osterzgebirge, das spätestens nach seinem Tod 1924 wieder geschlossen wurde. Anschließend war er von 1914 bis 1918 Amtshauptmann der Amtshauptmannschaft Borna.
1914 wurde Sala als Amtshauptmann nach Borna versetzt, wo er dieses Amt bis zum Ende der Monarchie 1918 ausübte. Danach wurde er Geheimer Regierungsrat und Vortragender Rat im Sächsischen Wirtschaftsministerium. Zuletzt wohnte er in Dresden-Blasewitz, Hainstraße 6 (heute: Justinenstraße 6). Er starb am 29. März und wurde am 2. April 1924 auf dem Johannisfriedhof in Dresden-Tolkewitz beigesetzt.

## Publikationen
- Das Deutsche Reich. Ein Unterrichtsbuch in den Grundsätzen des deutschen Staatsrechts, der Verfassung und der Gesetzgebung des Deutschen Reiches von Dr. Wilhelm Zeller. Dritte Auflage, neubearbeitet von Dr. jur. Alfred Sala, Kgl. Sachs. Amtshauptmann, 1910.
- (Hrsg.): Das Reichssiedlungsgesetz vom 11. August 1919 samt den Reichs- und Landesausführungsbestimmungen für den Freistaat Sachsen Roßberg'sche Verlagsbuchhandlung Arthur Roßberg, Leipzig 1920.